# Баядера (опера)
«Баядера» — либретто для оперы по балладе И. В. Гёте «Бог и баядера» (нем. Der Gott und die Bajadere), написанное в 1887 году русским драматургом И. В. Шпажинским персонально для П. И. Чайковского. Через 7 лет после смерти композитора, в 1900 году Шпажинский предложил либретто «Баядеры» Н. А. Римскому-Корсакову. Причины, по которым композиторы отказались от воплощения произведения в оперные формы, неизвестны.

## Источник произведения
Первоисточником либретто послужила поэтическая баллада «Бог и баядера», написанная И. В. Гёте в 1797 году по мотивам индийской легенды об очищающей и творческой силе любви в образе огня. В России эта баллада пользовалась популярностью и неоднократно переводилась, в том числе в 1838 году — К. С. Аксаковым («Магадэва и баядера») и в августе-сентябре 1867 года — А. К. Толстым («Бог и баядера»).
Первое из известных музыкальных воплощений этого сюжета зритель увидел и услышал 13 октября 1830 года со сцены Парижской Оперы (Opéra de Paris). Это была опера-балет «Бог и баядерка, или Влюблённая куртизанка» (англ. Le dieu et la bayadère, ou La courtisane amoureuse), написанная французским композитором, основоположником «большой оперы» Даниэлем Обером.

## История создания либретто
Автор русского либретто — Ипполит Васильевич Шпажинский (1845–1917), один из популярных драматургов своего времени, автор многочисленных произведений, востребованных русскими композиторами и артистами и находивших массового зрителя на сценах императорских театров. С Петром Ильичом Чайковским Шпажинский познакомился в начале 1885 года, когда композитора заинтересовало написанное им либретто «Чародейки».
По окончании совместной работы по переделке трагедии в либретто оперы и постановки последней у Чайковского появляется замысел оперы «Капитанская дочка», для реализации которого композитор обращается к Шпажинскому. 11 декабря 1887 года «Новое время» оповестила читателей, что «Новая опера П. И. Чайковского «Капитанская дочка» будет готова к следующему сезону». Либреттист свою задачу выполнил, однако Чайковский, как он сам сообщил в письме от 11 мая 1888 года директору императорских театров И. А. Всеволожскому, к сюжету пушкинского шедевра «внезапно и, боюсь, бесповоротно охладел».
Более откровенно о причинах отказа от своего замысла Чайковский сообщил великому князю Константину Константиновичу (К. Р.): «самое важное препятствие (для меня, по крайней мере…) — это Пугачёв, пугачёвщина, Берда и все эти Хлопуши, Чики и т. п». В приглушённой форме о неприемлемости политической подоплёки «Капитанской дочки» Чайковский сообщает затем и Всеволожскому, однако главным для директора театров в этом новом письме Чайковского от 13 августа 1888 года является подтверждение композитора, что отказ от уже готового либретто не только не повредил его отношениям с автором, но, наоборот, сотрудничество со Шпажинским имеет вполне конкретные перспективы:

…я охладел не к «Капитанской дочке» именно, а ко всем сюжетам terre à terre. С некоторых пор испытываю стремление к сюжетам не от мира сего, к таким, где … людей не вешают, мазурки не танцуют, не пьянствуют, не подают прошений и т. д., и т. д. Шпажинский очень угодил мне проектом лирической оперы на сюжет баллады Гёте: Влюблённая баядерка.— Вас. Яковлев. Чайковский на московской сцене. — М.—Л.: Искусство, 1940. — С. 424. — 504 с.
В приведённой цитате Чайковский называет новое либретто Шпажинского по памяти, «Влюблённая баядерка», реконструируя его из названия оперы Обера «Бог и баядерка, или Влюблённая куртизанка». Оригинальное же название, которым надписан труд Шпажинского, сохранившийся в архиве Чайковского:
Как установили музыковеды, сам замысел либретто «Баядерки» возник у Шпажинского не позднее 6 мая 1887 года, когда он впервые поделился им с Чайковским:

Я нашёл превосходный сюжет в одной балладе Гёте и разработал конспект; но мне так жаль отдавать это дело другому! Вещь может выйти восхитительная. Быть может, когда-нибудь, после «Капитанской дочки», этот сюжет и пригодился бы Вам.— Вас. Яковлев. Чайковский на московской сцене. — М.—Л.: Искусство, 1940. — С. 424. — 504 с.
Сюжет этот действительно Чайковского заинтересовал, так как уже 30 мая 1887 года Шпажинский выслал ему законченное либретто, подтвердив его название «Баядера»:

Дорогой Пётр Ильич!

Посылая «Баядеру», очень рад, что этот восхитительный сюжет будет именно в Ваших руках. Уступаю его только для оперы— Чайковский на московской сцене. — М.—Л.: Искусство, 1940. — С. 447. — 504 с.. (Курсив оригинала)